# John Carver
John Carver (1576 circa – Colonia di Plymouth, 15 aprile 1621) è stato un religioso britannico.
Nato nel Nottinghamshire o nel Derbyshire, diacono e cognato di John Robinson, fu all'inizio del XVII un ricco uomo d'affari. Nel 1620, quando i separatisti inglesi di Leida decisero di emigrare in Nord America, Carver - dopo aver ottenuto un finanziamento economico - noleggiò la Mayflower e partì da Plymouth, raggiungendo quella che i puritani chiameranno colonia di Plymouth.
Fu governatore della colonia dal 21 novembre 1620 al 15 aprile 1621, giorno della sua morte; il suo più importante risultato conseguito in questa veste fu la stipulazione di un trattato d'alleanza tra il capo indiano Massasoit e Giacomo I d'Inghilterra.